# Marita Liulia

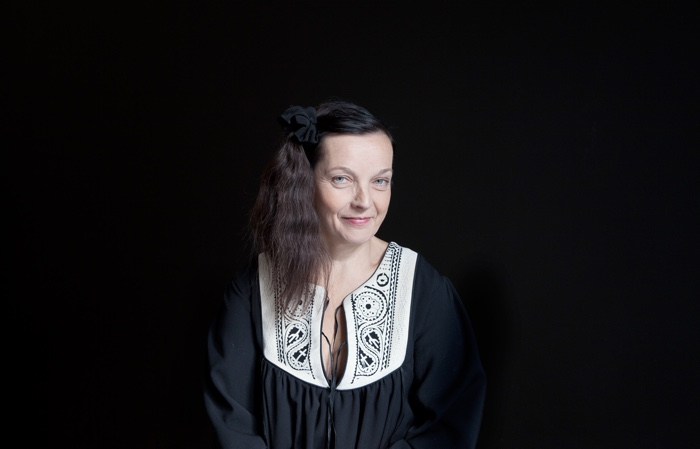
Marita Liulia (2015).

Marita Liulia, född 27 oktober 1957 i Perho, är en finländsk konstnär och multimediaregissör. 
Liulia studerade vid Konstindustriella högskolan 1977–1981 och avlade humanistisk kandidatexamen i Helsingfors 1986. Hon var ursprungligen bildkonstnär i traditionell mening, som kringresande journalist och fotograf och höll sin första utställning 1981, men blev senare en av pionjärerna inom multimedia- och interaktiv konst i Finland. 
Ännu i början av 1990-talet ställde Liulia ut till exempel målade självporträtt i olika rollskepnader, men förmådde lätt växla tekniker mellan oljemålningar, collage, fotografier och video. I sitt måleri hade hon påverkats av sina resor till Asien och Nordafrika. Hennes Maire (1994) handlade om Maire Gullichsen och var ett av de första konstverken i Finland som överfördes på cd-rom. Följande cd-rom hette Ambitious Bitch och utkom 1996; den handlade om kvinnor och feminism vid millennieskiftet. 
Med projektet Son of a Bitch (1999) på cd-rom, som i sin tur handlar om vår tids män och det maskulina i utveckling, blev Liulia också internationellt känd. År 2002 medverkade hon i performancen Manipulator på Kiasmateatern tillsammans med en tonsättare och dansare (Kimmo Pohjonen) där musik, visuell konst och ett rörelseschema bildade en mångdimensionell helhet. Hon skapade där med sin dator grafiska figurer, cirklar, bågar, koner och rektanglar som projicerades mot en duk som växlade i mönster, storlek och färg och som utgjorde bakgrund till dansföreställningen. En ny multimediakonsert med datoranimationer, Animator, i samma anda framfördes 2004 på Savoyteatern i Helsingfors. Utställningen Tarot 2004 – som syftar på ett gammalt kortspel – i Amos Andersons konstmuseum blev en ny framgång för den idérika konstnären. Hon undervisade i slutet av 1980-talet blivande belysningsmästare vid Teaterhögskolan i Helsingfors. Bland hennes förtroendeuppdrag inom olika organisationer kan nämnas ordförandeskapet i Muu ry. 1990–1991. Hon har belönats med en rad pris, bland annat Finlandspriset 1999 och Pro Finlandia-medaljen 2018. 